# Una ombra en el jardí
Una ombra en el jardí és una pel·lícula espanyola de thriller del 1989 que fou l'opera prima del seu director, Antonio Chavarrías i Ocreña, on hi fa una encertada reflexió sobre la fatalitat. Ha estat doblada al català.

## Sinopsi
Luis, un botànic reeixit però desequilibrat psíquicament, veu com la seva esposa Tona l'abandona per un altre home. Marxa de casa i s'instal·la en un pis del Raval. Obsessionat per les traces de l'antiga inquilina del pis, la busca d'una manera fetitxista i comença a mantenir amb ella una relació molt íntima però ambigua. Tanmateix, el retorn de Tona el porta a un carreró sense sortida, i per aquest motiu l'assassina. Aleshores esdevé un home assetjat per la policia i per la desconfiança que comença a sentir Ana.

## Repartiment
- Mathieu Carrière	... 	Luis
- María Barranco... Ana
- Fermí Reixach... Policia
- Montserrat Salvador... Veïna
- Mar Targarona... Tona

## Premis
- 34a edició dels Premis Sant Jordi de Cinematografia: Millor opera prima[4]
- Setmana del Cinema Espanyol de Múrcia de 1989: millor música i millor actor.
- Premis de Cinematografia de la Generalitat de Catalunya 1989[5]